# Therese-Giehse-Allee
Therese-Giehse-Allee - stacja metra w Monachium, na linii U5. Stacja została otwarta 18 października 1980.